# Guerre de l'oreille de Jenkins
Pour les articles homonymes, voir Guerre anglo-espagnole.
Batailles
- Portobelo
- 8 avril 1740
- Fort Mose (en)
- Saint Augustine
- Expédition Anson
- Carthagène des Indes
- Santiago de Cuba (1re)
- Géorgie
- La Guaira (en)
- Puerto Cabello (en)
- Cape Sicié
- Panama
- Bloody Marsh
- Bahamas
- Glorioso
- 18 mars 1748
- Santiago de Cuba (2e) (en)
- La Havane

La guerre de l’oreille de Jenkins (de l'anglais War of Jenkins's Ear ; son nom espagnol est Guerra del Asiento) est un conflit qui oppose, de 1739 à 1748, principalement dans les Caraïbes, les royaumes de Grande-Bretagne et d’Espagne.
À partir de 1741, elle s'intègre dans un conflit européen, la guerre de Succession d’Autriche (1740-1748), qui oppose l'Autriche alliée à la Grande-Bretagne, aux Provinces-Unies et au royaume de Sardaigne et la France alliée à la Bavière, à la Prusse et à l'Espagne (avec sa dépendance du royaume de Sicile) : la Grande-Bretagne et l'Espagne ont donc l'occasion de s'affronter aussi en Méditerranée.
La guerre de l'oreille de Jenkins est peu connue, alors qu'elle a mobilisé des forces immenses pour l’époque et s'est soldée par des pertes humaines et matérielles énormes.
Elle aboutit à un retour au statu quo ante bellum et au total a été désastreuse pour la Grande-Bretagne.

## Origines: l’asientoet la détérioration des relations hispano-britanniques

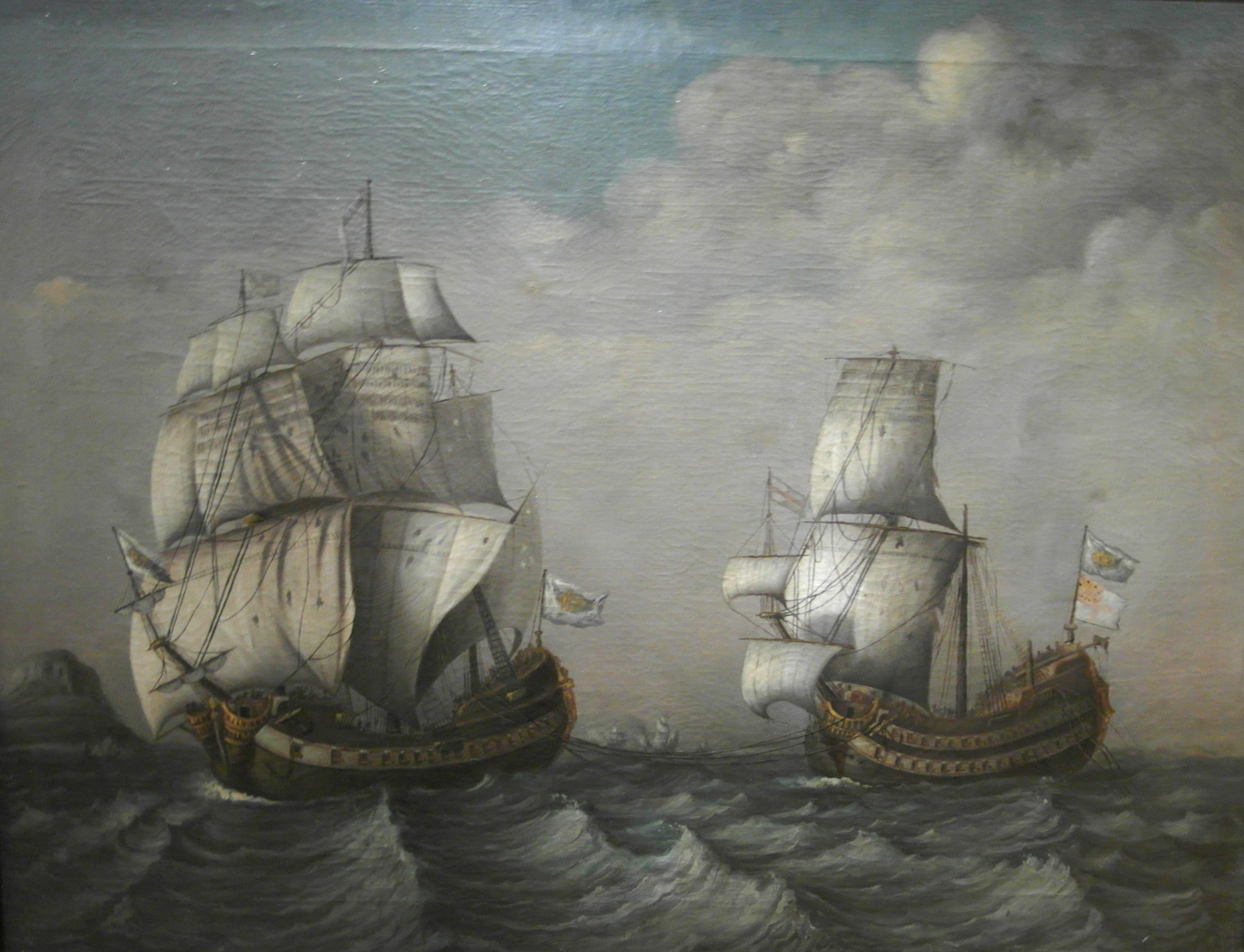
Une frégate espagnole remorquant une prise britannique.

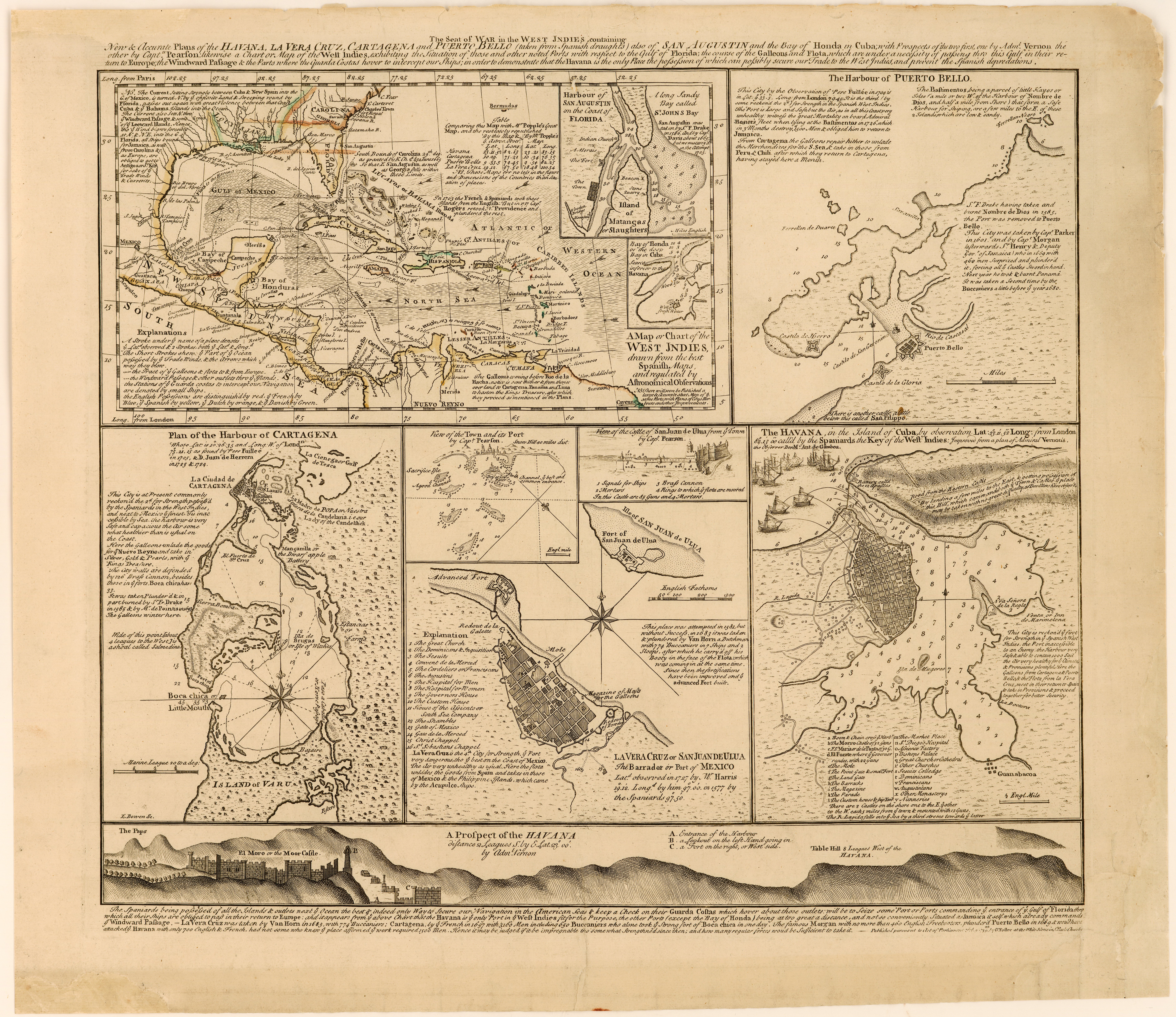
Un pamphlet anglais en faveur de la guerre montrant une carte des Caraïbes et des principales villes espagnoles.

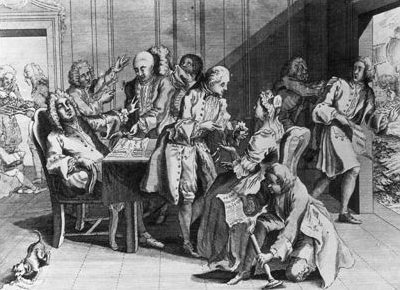
Robert Jenkins montre son oreille coupée au premier ministre Robert Walpole. La caricature satirique de 1738 représente le Premier ministre Robert Walpole s'évanouissant lorsqu'il est confronté à l'oreille tranchée espagnole, ce qui a conduit à la guerre de l'oreille de Jenkins en 1739. British Museum, Londres.

Les Espagnols ne pratiquent pas la traite des Noirs (achat, transport, et revente des esclaves) mais, pour satisfaire la demande en main d’œuvre de leur immense empire colonial, ils achètent un nombre considérable d’esclaves d’origine africaine. Aussi, l’asiento (le monopole de la traite des Noirs) est-il concédé à une nation étrangère : France, Portugal, ou Grande-Bretagne. Lors de la signature du traité d'Utrecht, l’asiento pour les colonies espagnoles est concédé à la Grande-Bretagne, pour une période de trente ans. Par ailleurs, l’importation de marchandises britanniques dans les colonies espagnoles est sévèrement contingentée. Un navire de marchandises britanniques (le navio de permiso) peut venir décharger une cargaison, une fois par an seulement. Cette semi-autorisation, et l’avidité de la South Sea Company (qui a le monopole de la traite), des contrebandiers indépendants, et de la haute société créole pour les produits manufacturés d’origine britannique, entraînent le développement de la contrebande. Pour lutter contre ce trafic, il est convenu (au traité de Séville de 1729) que tout bateau espagnol, même appartenant à un armateur privé, peut faire office de garde-côte, et inspecter tout bateau de commerce britannique croisant dans les eaux espagnoles. Ce « droit de visite », et la confiscation des marchandises de contrebande qui s’ensuit souvent, révulsent les Britanniques, qui crient à la piraterie, et réveillent le vieil antagonisme datant de l’époque élisabéthaine. En outre, le besoin de trouver de nouveaux débouchés pour les produits manufacturés issus de la révolution industrielle naissante renforce le désir d’hégémonie de la Grande-Bretagne sur tout le bassin atlantique.
En 1731, un navire contrebandier britannique, le Rebecca, est ainsi arraisonné dans les eaux espagnoles. Le capitaine espagnol, nommé Julio Leon Fandino, saisit au collet le capitaine britannique, Robert Jenkins, lui tranche une oreille, et lui dit : « Porte-la à ton roi, et dis-lui que je lui ferai la même chose si je le vois par ici ! » Jenkins fait rapport au parlement britannique de ce qui lui est arrivé. Cette agression physique contre un sujet britannique est perçue comme dégradante en Grande-Bretagne.
Voltaire, après avoir décrit l'asiento et le navio de permiso dans son Précis du siècle de Louis XV (chapitre 9), analyse la montée de la tension en Grande-Bretagne (chapitre 27), sous l'action du lobby industriel qui prétend n'être préoccupé que de l'équilibre des forces européennes : « cette balance, bien ou mal entendue, était devenue la passion du peuple britannique ; mais un intérêt plus concret était le but du ministère de Londres. Il voulait forcer l'Espagne à partager le commerce du Nouveau Monde ».
En 1736, meurt José Patiño Rosales, ministre rigoureux et intègre qui gouvernait l'Espagne depuis dix ans et exerçait un rôle de modérateur auprès du roi Philippe V d'Espagne. La querelle s'envenime. Une ultime tentative de conciliation échoue à la Conférence du Prado en 1738.
En 1739, huit ans après l’incident de la Rebecca, le parti belliciste et les parlementaires tories (opposition au premier ministre whig Robert Walpole) ourdissent une manœuvre : ils appellent Jenkins à comparaître devant la Chambre des communes. Jenkins raconte son histoire, demande justice et montre le bocal contenant son oreille. Les parlementaires unanimes poussent un cri d’indignation, invoquent le casus belli, rappellent que l’armada espagnole avait été défaite par la Royal Navy en 1718 au Cap Passaro, exigent que l’honneur britannique soit lavé de l’insupportable affront. Le premier ministre Walpole, qui est partisan de la paix, est forcé de déclarer la guerre à l’Espagne, le 30 octobre 1739 (19 octobre du calendrier julien).

## Déroulement

### La première attaque britannique: Portobelo (1erdécembre 1739)

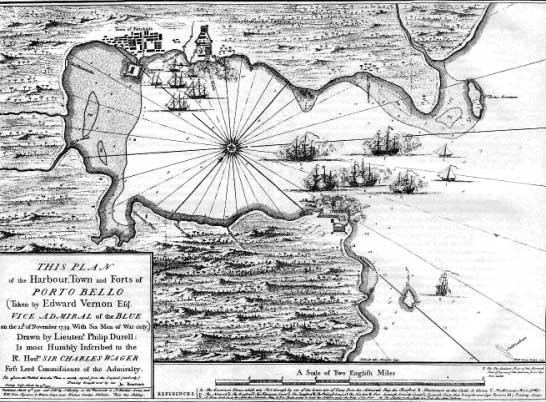
L'attaque de Portobelo par Vernon.

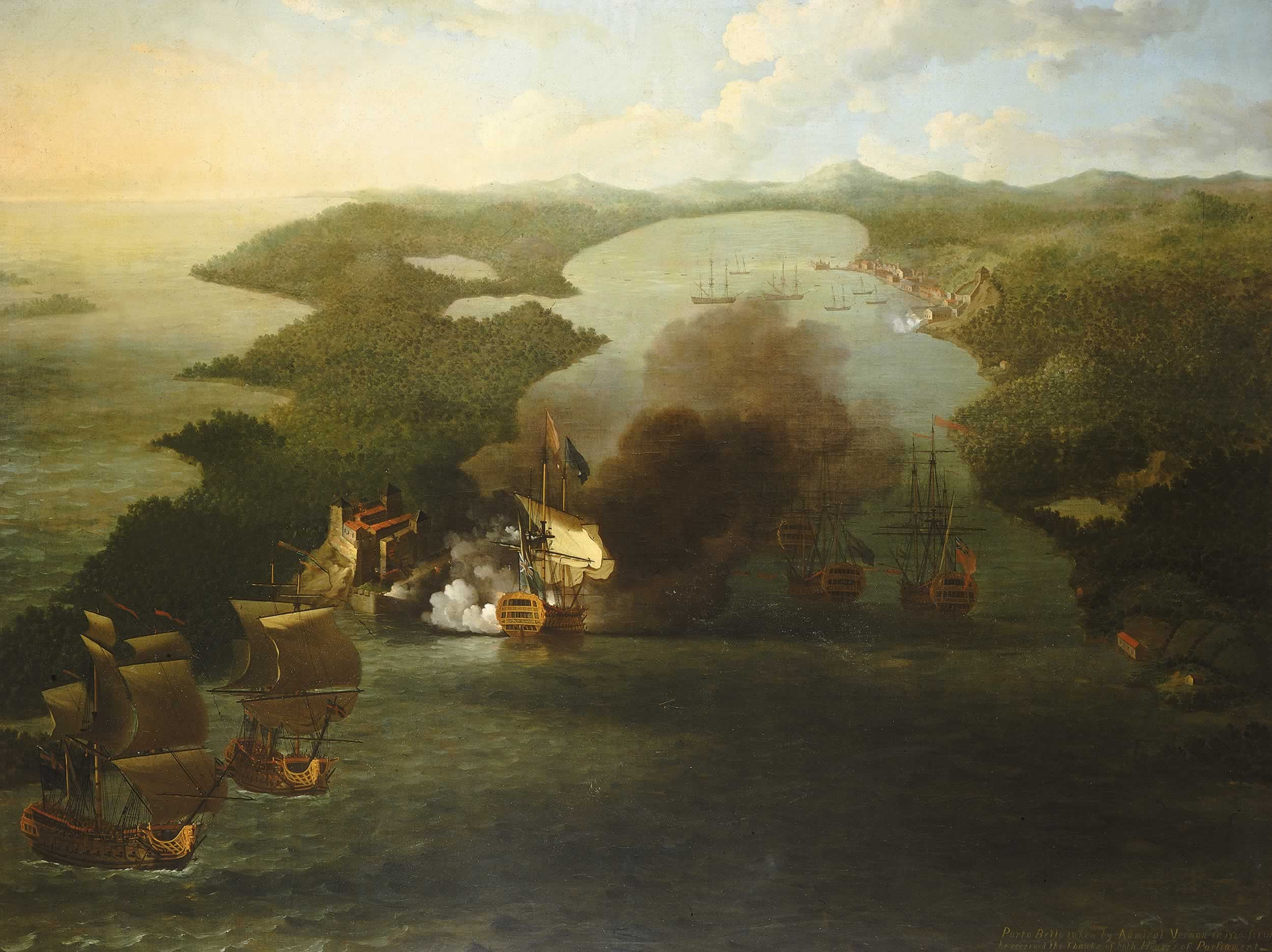
Bombardement des forts de Portobelo par la flotte de Vernon, le 22 novembre 1739 (Samuel Scott, 1702-1772).

La première cible britannique est Portobelo, petit port de la Nouvelle Grenade (actuellement au Panama), et non le grand port de La Havane, d’où partent les gros galions chargés de métaux précieux, et qui est donc trop bien défendu. Le 1er décembre 1739 (21 novembre du calendrier julien), six vaisseaux de ligne sous le commandement de l’amiral Edward Vernon écrasent la bourgade, mal défendue et prise au dépourvu, qui est ensuite mise à sac. Ce coup d’essai (une des premières applications de la « politique de la canonnière ») est qualifié de « victoire » et célébré sans retenue en Grande-Bretagne : on frappe des médailles commémoratives, on rebaptise « Portobello Road » le boulevard Green Lane où se tient un marché de fripes bien connu des Londoniens, et on chante pour la première fois God save the King en présence du roi George II, lors d’un banquet offert en l’honneur de l’amiral Vernon. La conquête de l’empire colonial parait assurée et le nationalisme triomphe, exacerbé par les nouvelles gazettes où abondent les caricatures ridiculisant les Espagnols et les gravures prenant à témoin les mânes de Cavendish, Raleigh et Drake.
Cependant, les Espagnols cherchent une parade aux attaques britanniques : ils mettent en alerte leurs troupes coloniales et renforcent les défenses de leurs ports. Ils réorganisent aussi leur acheminement des métaux précieux : au lieu de centraliser le transport dans les grands ports de Vera Cruz, Cartagène et surtout La Havane, et d’utiliser de gros galions, ils chargent de nombreux petits bateaux dans plusieurs petits ports. Pour desservir leurs colonies du Pacifique, ils prennent la route maritime du sud, par le cap Horn, au lieu de traverser l’isthme de Tehuantepec (de Vera Cruz à Acapulco) par les chemins muletiers.

### Le tour du monde du Commodore Anson (1740-1744)

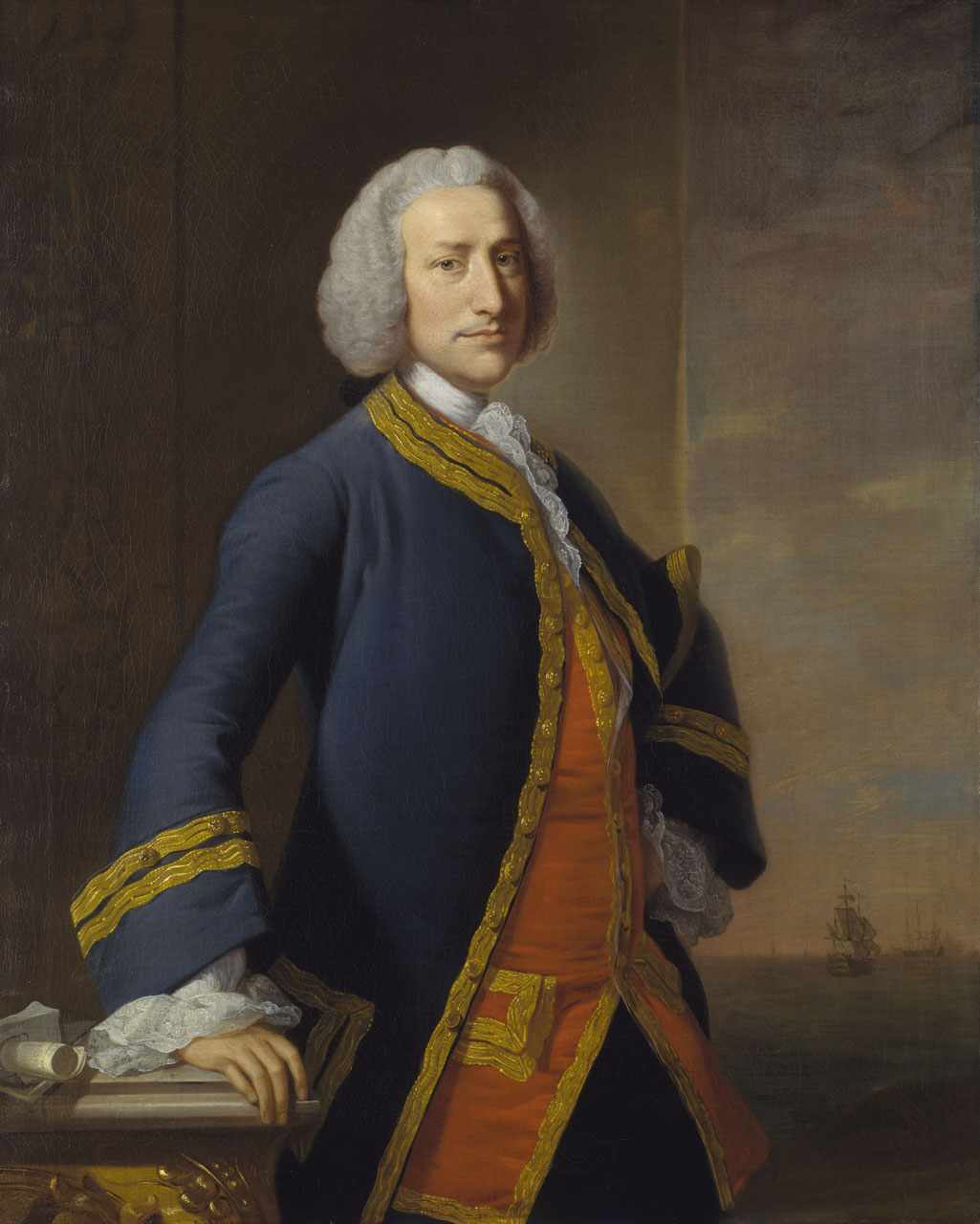
Lord George Anson.

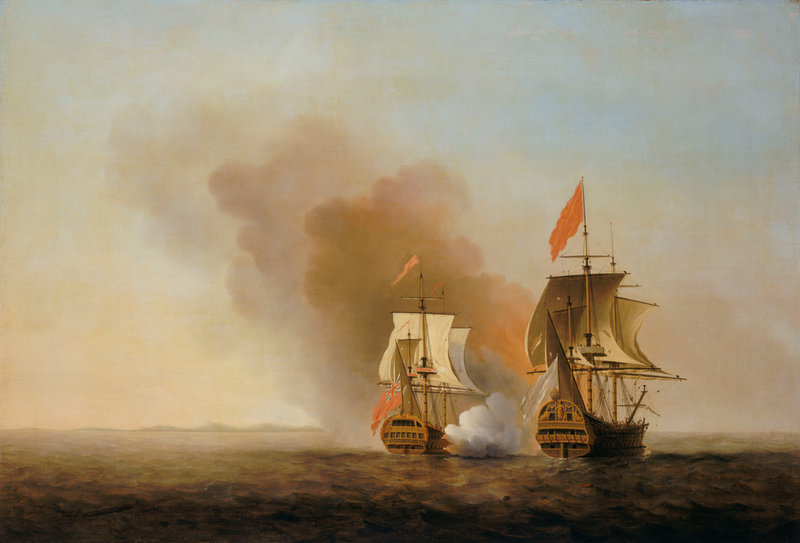
Capture de la Nuestra Señora de Covadonga (Samuel Scott (1702-1772)).

Encouragée par le succès du raid sur Portobelo, la Grande-Bretagne veut harceler également les colonies espagnoles du Pacifique et réitérer un profitable exploit : la capture du « galion de Manille ». Elle confie au commodore George Anson, aristocrate bien en cour et habile marin, le commandement d'une flotte composée du navire de ligne HMS Centurion (de 60 canons et 400 hommes d'équipage), de quatre frégates, d'un sloop et de deux navires de transport (pour les apparaux de rechange, les armes et munitions des marines, les provisions et des marchandises « Made in England » qui doivent servir de monnaie d'échange).
L'escadre lève l'ancre en septembre 1740, trop tard dans la saison pour doubler le cap Horn pendant l'été austral. Elle essuie là-bas une série de terribles tempêtes. Deux frégates (la Pearl de 40 canons et la Severn de 50) sont désemparées au point de devoir retourner vers la Grande-Bretagne.
Plus tard, dans les « quarantièmes rugissants », alors que l'escadre tire des bords contre le vent pour chercher à s'élever dans l'ouest, une autre frégate, la Wager (Défiante), de 28 canons, est jetée à la côte du Chili. Les marins survivants, après s'être mutinés, abandonnent leur capitaine et ses officiers ; quelques-uns parviennent à revenir dans l'Atlantique à bord d'une embarcation de fortune. Les officiers sont recueillis par les indiens alakalufs, puis capturés par les Espagnols et internés aux iles Chiloé. Un jeune midship de la Wager, John Byron, rédige un récit de ces aventures.
Après avoir manqué de se jeter sur le Cap Noir, car on pense s'être assez élevé dans l'ouest, l'escadre continue à s'éloigner du Horn, puis met le cap au nord. Une tempête disperse les navires, qui arrivent en ordre dispersé aux îles Juan Fernandez en juin 1741. Les navires, comme les hommes, sont en piteux état ; il ne reste plus que 335 hommes sur les 1900 jack-tars (Jack-le-goudron) qui ont pris la mer en septembre 1740. Les causes de cette hécatombe sont le scorbut (qui ouvre la porte aux infections diverses), la mauvaise qualité de l'eau et de la nourriture (qui sont, de plus, rationnées), le manque d'hygiène et la promiscuité, les dures conditions de vie à bord, le surmenage également, car les effectifs sont réduits.
Au mouillage sur Isla Mas-a-tierra, la plus à l'est des Îles Juan-Fernandez, les rescapés reprennent des forces, puis entament les réparations qui vont bon train. On marche à pied (la grotte de Selkirk est notamment un but d'excursion), on collecte des vivres frais, on pêche, on chasse éléphants de mer et chèvres. Les autres navires de l'escadre, rescapés du Horn, finissent par arriver en piètre état à Juan-Fernandez. La frégate Gloucester, en particulier, tourne pendant un mois autour de l'île sans pouvoir en approcher suffisamment pour y jeter l'ancre, tant son équipage est décimé.
Quittant Juan-Fernandez, les navires à peu près réparés avec leurs équipages requinqués remontent vers le nord, dans le sillage des corsaires d'Élisabeth Ire, puis longent la côte du Pérou. Anson surprend et met à sac (14 et 15 novembre 1741) la petite ville côtière de Paita (près de l'actuelle frontière entre le Pérou et l'Équateur). Il monte ensuite la garde devant Acapulco en attendant le passage du galion de Manille, mais en vain : les Espagnols le retiennent à quai.
Avant de mettre cap à l'ouest avec le Centurion et la Gloucester pour traverser le Pacifique, Anson abandonne plusieurs navires qui sont en trop mauvais état, et dont l'équipage est devenu trop insuffisant, en particulier le sloop Tryal (Essai), le bateau de transport (un pink nommé Anna) et des navires de prise, dont un gros marchand espagnol qui a été rebaptisé Prise du Tryal. Ensuite, le Gloucester fait eau au point qu'il doit être abandonné. C'est le Centurion, seul, manœuvré par les hommes transférés des autres bateaux, qui traverse le Pacifique : près de couler, car il a une grosse voie d'eau, son équipage décimé par le scorbut, il arrive à Tinian, une petite île de l'Archipel des Ladrones (les Mariannes), où l'équipage peut se rafraîchir.
Le Centurion reprend ensuite sa route vers l'ouest et arrive à Macao, et Anson doit négocier âprement avec les Chinois pour obtenir des provisions et faire caréner et réparer son navire. Il annonce ensuite son départ pour l'Europe mais, en fait, repart croiser le long des côtes des Philippines, à l'affût du « galion de Manille ». Près du cap Espiritu Santo, le Centurion finit par rencontrer le galion. La Nuestra Señora de Covadonga se rend après un combat bref mais meurtrier (20 juin 1743) : Anson refuse le combat à l'abordage auquel les Espagnols s'attendent et utilise la puissance et la précision de son feu pour écraser l'ennemi.
Anson retourne à Macao, obtient à nouveau des Chinois de quoi s'armer pour le long cours, vend le galion et sa cargaison, ne garde que le plus précieux du butin et repart en toute hâte vers l'ouest : il doit passer avant que la nouvelle de la prise du galion n'atteigne Madrid et la France. Chargé de richesses jusqu'aux écoutilles (rien qu'en argent, les Britanniques ont pris sur le galion près d'un million et demi de grosses pièces de huit (valant chacune huit réaux espagnols), le Centurion taille sa route, relâche au Cap, double le cap de Bonne-Espérance le 11 mars 1744, remonte l'Atlantique en se jouant de la chasse franco-espagnole et touche la Grande-Bretagne, sous les ovations et le grand pavois, le 15 juin 1744.
Le butin du galion est porté en triomphe, Anson le circumnavigateur est couvert d'honneurs, reçu par le roi George II, adulé par la presse qui l'égale à Sir Francis Drake. Son exploit occulte les pertes humaines et matérielles (plus de 1 700 hommes, 90 % des équipages, sept navires sur huit), et a pour conséquences d'intensifier l'activité des corsaires français et espagnols des deux côtés de l'Atlantique, faisant pâtir le commerce britannique. Quant au partage de l'énorme butin rapporté, il aurait pu se faire facilement, puisqu'il ne reste que 188 survivants, mais il donne lieu à d'âpres disputes devant les tribunaux. Finalement chaque homme d'équipage survivant touche pour sa part de prise environ 300 £ (environ 45 000 livres sterling actuelles[réf. nécessaire]). Le commodore Anson reçoit 91 000 £ (plus de 14 000 000 de livres actuelles[réf. nécessaire]) ; il peut faire rénover le château familial, se faire élire député (de 1744 à 1747). Il est nommé vice-amiral après sa victoire au cap Finisterre, élevé à la pairie, devient Premier Lord de l'Amirauté (1752-1762) et travaille à renforcer et réorganiser la Royal Navy, contribuant ainsi à faire de la Grande-Bretagne la première puissance maritime du monde.
En 1748, paraît A voyage around the world, la relation de la circumnavigation d'Anson, rédigée par son chapelain Richard Walter. L'ouvrage, sobre, précis et objectif, est très apprécié et a un impact certain, tant dans le milieu maritime — il révèle de nombreuses notions nouvelles, donne des vues des atterrages et des cartes des mouillages, et confirme les théories de Edmond Halley sur la déclinaison magnétique — que dans le milieu littéraire de l'époque (il promeut le mythe du bon sauvage).

### L’aide française à l'Espagne
L’Espagne demande l'aide de la France et invoque les clauses du Pacte de famille (1733). Le cardinal de Fleury envoie en 1740 aux Caraïbes une escadre de 22 navires de guerre, sous les ordres du vice-amiral le marquis d’Antin. Les Français, affaiblis par les maladies tropicales et manquant d’approvisionnement, restent le plus souvent en rade de Saint-Domingue, à peu de distance de la Jamaïque. Les ordres reçus par d'Antin ne sont d'ailleurs pas de livrer bataille à la Royal Navy, mais d'aider les Espagnols. Objectif réussi car Vernon, inquiet, doit diviser ses forces pour se prémunir d'une éventuelle attaque française. La tension franco-britannique est très vive. Une corvette française est saisie près de Saint-Domingue et un petit groupe de vaisseaux est attaqué (sans succès) par les Britanniques qui disent les avoir confondus avec des bâtiments espagnols. La rupture définitive entre la France et la Grande-Bretagne n'intervient qu'en 1744, avec la guerre de Succession d'Autriche.

### La guerre en Floride et en Géorgie

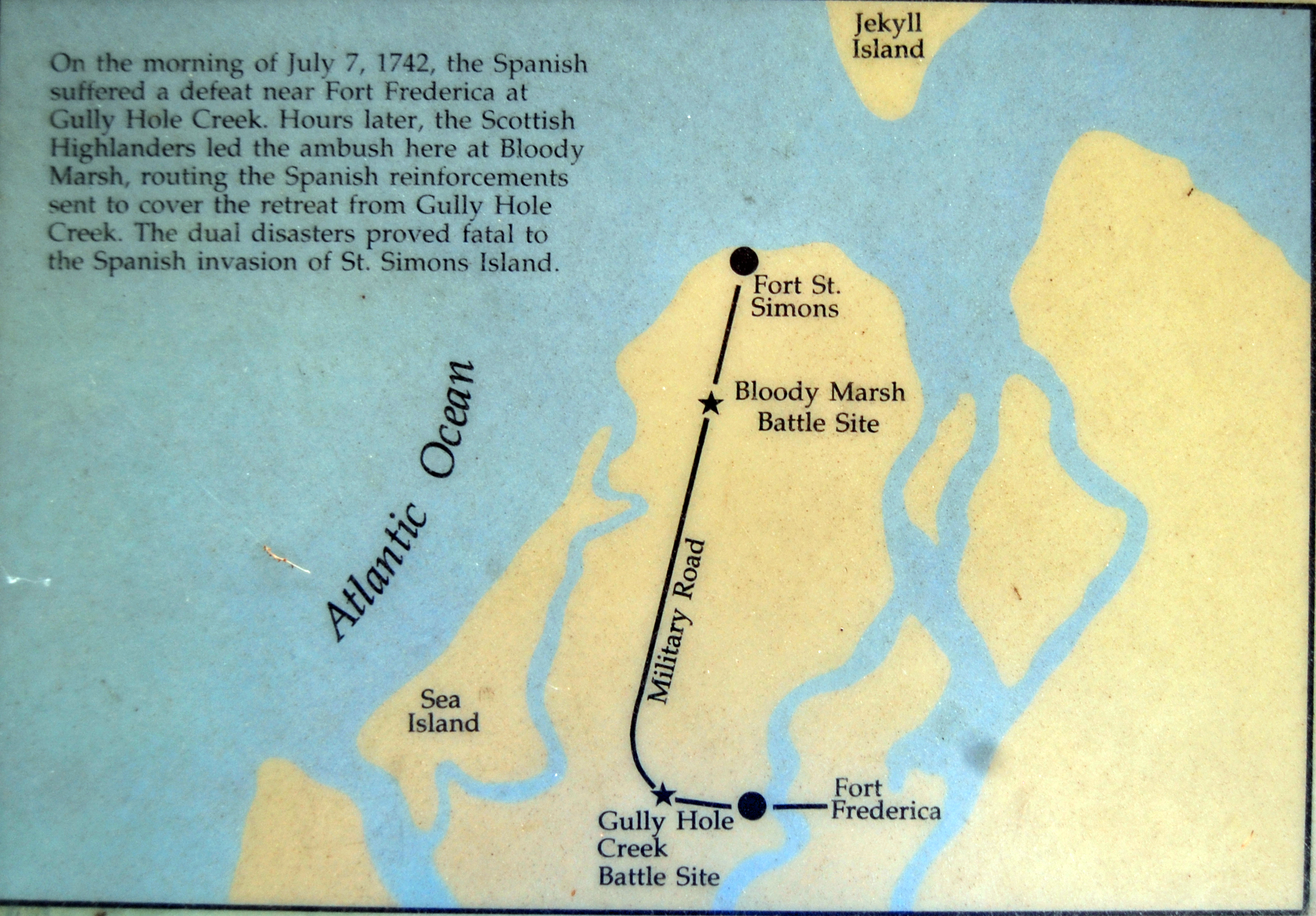
Les opérations à Bloody Marsh et Gully Hole Creek.

Espagnols et Britanniques s'affrontent aussi à la frontière de la Floride (colonie espagnole) et de la Géorgie (colonie britannique portant le nom du roi Georges) où a lieu une série d'escarmouches indécises, menées avec l'aide des tribus indiennes et des colons. D'ailleurs les Britanniques mettent fortement leurs colons à contribution : un contingent d'entre eux, attirés par l'or espagnol, est recruté en Virginie et au Vermont lors de l'expédition contre Carthagène des Indes. Des 3 000 qui partent, bien peu reviennent. En Amérique, les Britanniques occupent la localité de Saint-Augustine, puis repoussent la contre-attaque espagnole à la bataille de Bloody Marsh (« Marécage sanglant ») en 1742. La Floride change de mains plusieurs fois, et est finalement plus tard échangée par les Espagnols contre les villes de La Havane et de Manille, que les Britanniques réussissent à occuper à la fin de la Guerre de Sept Ans. Elle ne reste d'ailleurs britannique que de 1763 à 1781, les Espagnols commandés par le gouverneur Galvez la reprenant pendant la guerre d'indépendance américaine.

### L'affrontement majeur: le siège de Carthagène des Indes (1741)

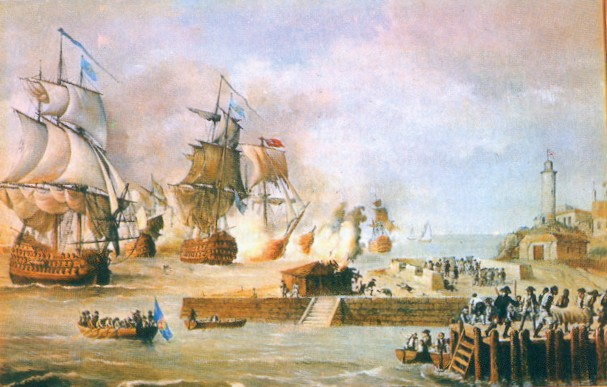
Attaque de Carthagène.

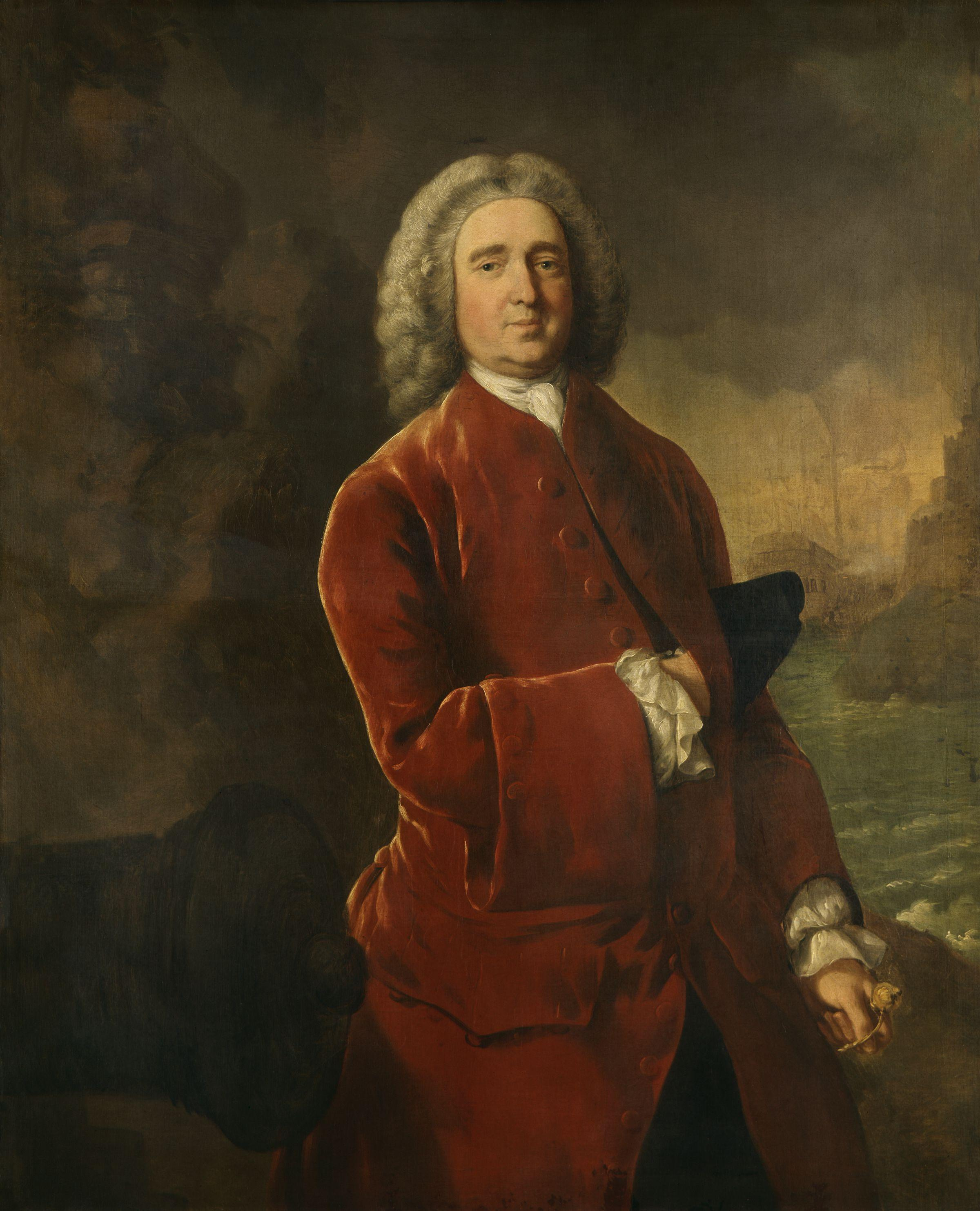
L'amiral Edward Vernon.

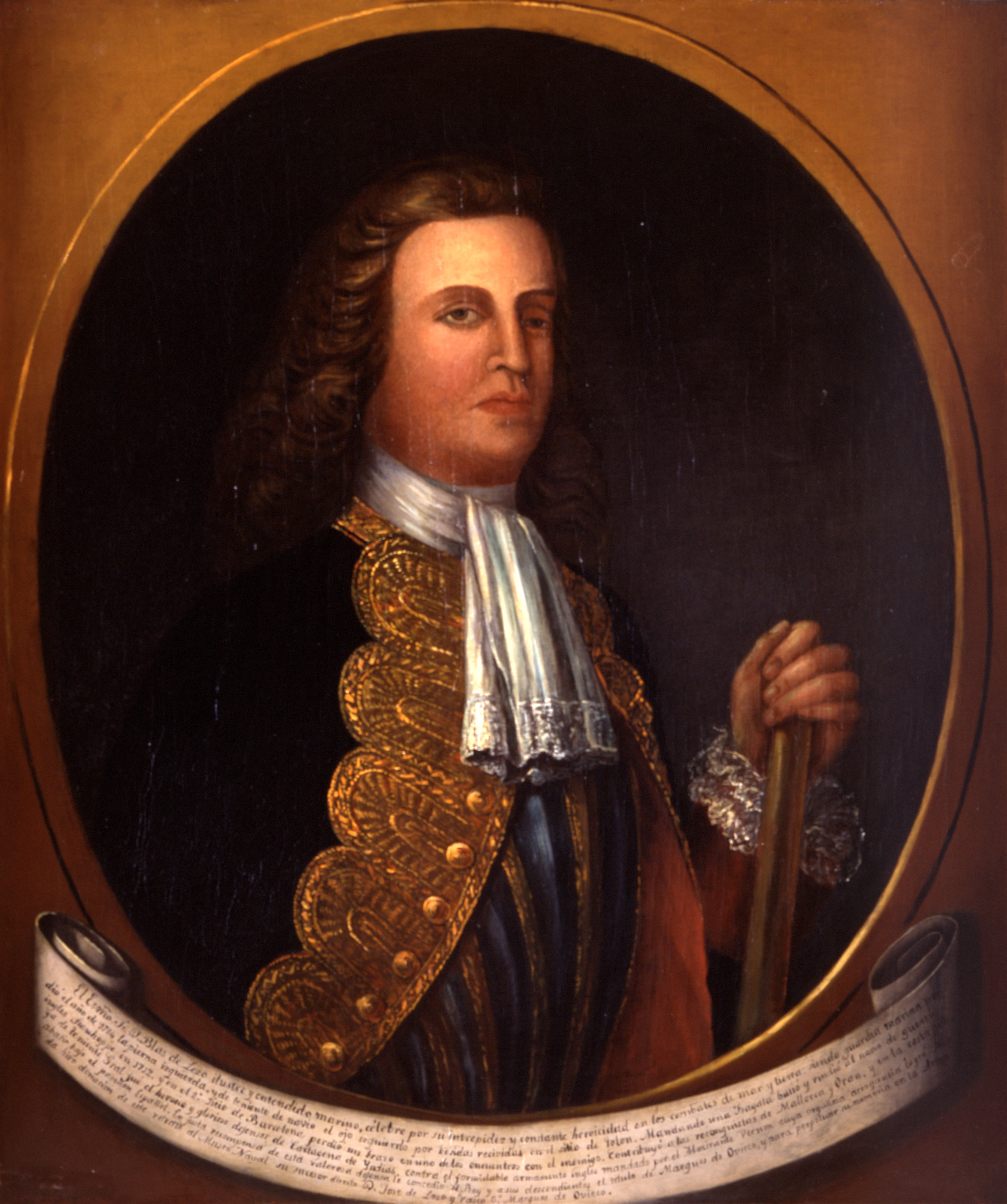
Blas de Lezo.

Carthagène, aujourd'hui en Colombie, est avec Vera-Cruz et La Havane l'un des trois grands ports d'où sont exportés les métaux précieux vers l'Espagne. La Grande-Bretagne décide de frapper un grand coup en mars 1741, en prenant la ville et en en faisant un port britannique. Des moyens techniques et humains énormes sont mis en œuvre à partir de La Jamaïque : 186 navires (dont 29 vaisseaux de ligne), portant 2 620 canons, amènent à pied d'œuvre 31 000 hommes (15 400 marins de la Royal Navy, 2 000 fantassins, 6 000 hommes de l'infanterie de marine, 5 000 marins de commerce, 3 000 soldats coloniaux et 1 000 noirs recrutés dans les plantations). La ville n'est défendue que par six vaisseaux de ligne et 3 300 hommes : 1 100 fantassins, 400 hommes de l'infanterie de marine, 300 miliciens, 600 marins, 600 archers indiens et 300 macheteros (esclaves noirs coupeurs de canne, armés de leur machette). La partie semble donc jouée d'avance.
L'expédition britannique souffre de deux handicaps notables. D'ordre logistique tout d'abord : il est très difficile d'entretenir et d'approvisionner à grande distance une armée et une flotte aussi énormes, surtout sans point d'appui ni chantier naval ou ressources à terre. Par ailleurs, le commandement bicéphale est un gros handicap pour les Britanniques : la mésentente règne entre l'amiral Vernon, commandant de la flotte, et Wentworth, commandant les forces d'invasion.
Après avoir intensivement bombardé Carthagène pendant deux semaines, les Britanniques lancent, le 5 avril 1741, leurs vagues d'assaut : des centaines de chaloupes déversent les assaillants sur les plages, ainsi que de l'artillerie légère, pour attaquer la position avancée de Boca Chica. Elle tient le chenal d'entrée dans la lagune et est défendue par ses batteries et les six vaisseaux de ligne espagnols. Les Espagnols défendent leurs casemates avec acharnement, puis reculent en combattant pied-à-pied, pendant que deux de leurs vaisseaux se sabordent et bouchent le chenal. L'élan des Britanniques est brisé, l'assaut tourne court. L'ordre vient de rembarquer pour se regrouper et pénétrer ultérieurement dans la lagune. La deuxième tentative d'attaque frontale, du côté de la mer, est couplée avec une attaque de diversion, menée du côté terre. Elles échouent toutes deux, les Britanniques perdant 600 hommes.
La tactique élaborée par le commandant espagnol, Don Blas de Lezo, se montre donc efficace : il avait décidé de maintenir une défense élastique autour de Carthagène en attendant le début de la saison des pluies, qui doit commencer début avril, et qui désorganise à coup sûr l'armada britannique. Don Blas de Lezo, vieux stratège expérimenté et tenace (militaire de métier, perclus de blessures de guerre, borgne, manchot et unijambiste, il a été affectueusement surnommé Medio-hombre, le « Demi-homme » par ses hommes) tire parti de tout. Le terrain l'aide : il sait que les plages basses de sable mou, les marécages, les roselières et la lagune peu profonde freinent le déploiement de l'artillerie débarquée, les évolutions de masse de l'infanterie britannique et l'accès des bateaux ennemis. Il prévoit que les Britanniques éprouveront rapidement de grandes difficultés à approvisionner leurs troupes et leurs équipages, et à entretenir leurs bateaux. Il sait qu'une fois les pluies tropicales arrivées, la chaleur, l'humidité saturante, les moustiques, l'insalubrité d'un camp improvisé inondé de trombes d'eau, la boue (paralysant l'artillerie et les fantassins britanniques lourdement équipés) et, par là-dessus, la survenue d'épidémies de maladies tropicales sont les meilleurs alliés des Espagnols.
En effet, face à une garnison espagnole bien à l'abri derrière ses remparts récemment rénovés, habituée au climat et soudée derrière son chef par la discipline et l'intérêt commun, le corps expéditionnaire britannique ne tarde pas à offrir un spectacle affligeant : vaisseaux mal entretenus ou à l'abandon faute de personnel, troupiers affamés, malades, démoralisés (les pertes sont en moyenne de près de 300 hommes par jour), commandement divisé face à des troupes elles-mêmes hétéroclites (allant des highlanders aux esclaves noirs), équipements aussi mal adaptés au climat que la plupart des hommes. Ainsi, les 3 000 colons du Vermont et de Virginie périssent presque tous de maladie.
Le pire est cependant l'absence de coordination dans le commandement, due au conflit entre l'amiral Vernon et le général Wentworth. Ainsi, quand ce dernier veut lancer un assaut général contre Carthagène, l'amiral lui refuse l'appui-feu des canons de ses navires : à cause des hauts-fonds de la lagune, il ne pourra, dit-il, s'approcher assez près des murailles pour assurer un tir précis. Un assaut, lancé dans la nuit du 14 avril 1741, échoue parce que les échelles sont trop courtes : les assiégés tirent à bout portant dans la masse d'assaillants empêtrés dans les douves au pied des remparts, puis font une furieuse sortie et massacrent tous les survivants.
Quand les pluies s'intensifient, le camp est transformé en bourbier. Les Britanniques décident de replier tout le monde sur les bateaux. Mais là, la promiscuité et le manque d'hygiène favorisent les épidémies. Finalement, à la mi-mai 1741, au bout de 67 jours de siège, devant la démoralisation générale et les énormes pertes (18 000 hommes) dues moins aux combats qu'à la famine et aux maladies (scorbut, gangrène, tuberculose, dysenterie, paludisme, fièvre jaune), les Britanniques complètement groggy décident d'abandonner le combat et de rentrer à La Jamaïque. Ils sont même obligés d'incendier et de couler 50 de leurs navires, trop délabrés et trop pauvres en hommes pour être manœuvrés.
Cependant, alors que les Espagnols résistent encore tenacement dans la citadelle et le fort San Felipe de Barajas, la rumeur d'une écrasante victoire anglaise est parvenue en Grande-Bretagne. Comme en 1739, la Cour exulte, des médailles commémoratives sont frappées, la presse se répand en louanges, des gravures montrent, entre autres allégories, Don Blas de Lezo, en soldat ingambe, agenouillé devant Lord Vernon. Toute l'euphorie retombe à l'annonce du désastre, le roi George II interdit qu'on mentionne désormais Carthagène. L'amiral Vernon ne rentre pas immédiatement en Grande-Bretagne : il préfère laisser l'émotion retomber et prend son temps pour rédiger un rapport, dans lequel il rejette toute la responsabilité du désastre sur Wentworth. Celui-ci, pour essayer de se racheter, se lance dans une tentative d'invasion de Cuba : le débarquement à Guantanamo (18 juillet 1741) est à nouveau un échec total.

### La guerre en Méditerranée (1741-1748)
Dans un premier temps, la nouvelle du désastre est occultée en Grande-Bretagne ; elle est ensuite noyée dans l'annonce du début de la Guerre de Succession d'Autriche.
À partir de 1741, la lutte entre l'Espagne et la Grande-Bretagne se déplace vers l'Europe, mais la Royal Navy affaiblie ne peut assumer son rôle en Méditerranée qu'avec retard : 25 000 soldats espagnols (duc de Montemar) sont ainsi transférés en Italie à la fin de 1741.
Par la suite, une flotte anglaise (amiral Thomas Mathews), basée à Minorque, bloque les départs de Barcelone, obligeant l'armée espagnole à gagner l'Italie à travers le territoire français (elle occupe finalement la Savoie à partir de 1743). Une escadre (amiral Richard Lestock) basée dans les ports alors piémontais de Villefranche et d'Hyères, surveille les côtes de Provence (combat de Saint-Tropez (1742), etc.) et d'Italie.
La flotte britannique, avec les deux amiraux présents, est vaincue lors de la bataille du cap Sicié (février 1744), ce qui permet de libérer une escadre espagnole réfugiée depuis 1742 dans le port de Toulon.

## Bilan et conséquences

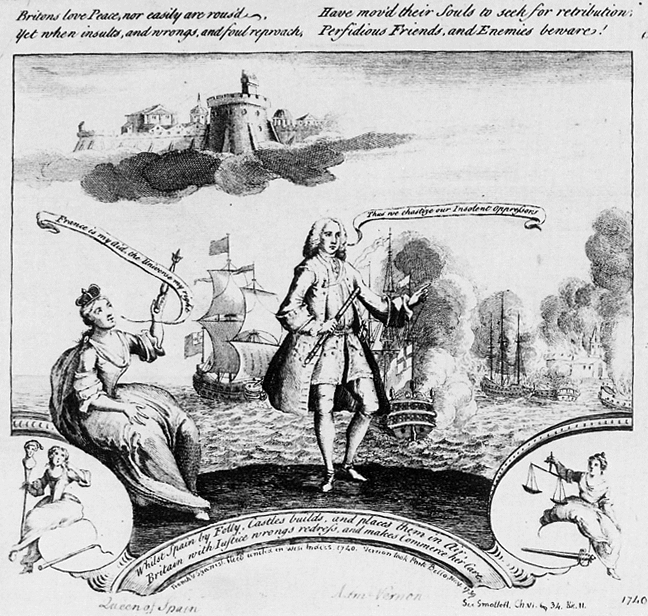
Caricature britannique.

La mer des Caraïbes reste espagnole ; la Grande-Bretagne en subit les effets à partir de 1776, pendant la guerre d'Indépendance américaine, quand Bernardo de Galvez, gouverneur de la Louisiane, fondateur de Galveston, s'appuyant sur les places fortes du Golfe du Mexique, paralyse son action dans le sud de l'Amérique du Nord. Le transfert des métaux précieux continue, la réputation des Espagnols sort grandie de ce conflit, qui n'a été pour la Grande-Bretagne qu'un désastreux coup d'épée dans l'eau.
Le retour au statu quo ante bellum est entériné par le Traité d'Aix-la-Chapelle (1748), qui marque la fin de la guerre de Succession d'Autriche. L'Espagne laisse même l’asiento et le navio de permiso à la Grande-Bretagne, qui lui revend d'ailleurs deux ans plus tard le reliquat de ses droits pour la somme de 100 000 £ (Traité de Madrid, 1750).
La Grande-Bretagne va cependant poursuivre avec ténacité sa course à la suprématie maritime et coloniale : la guerre de Sept Ans (1756-1763) lui apporte, en plus de nombreuses possessions françaises, l'occasion de se venger de l'Espagne : elle réussit à prendre La Havane et Manille : mais n'étant pas en mesure de réduire les îles de Cuba et des Philippines, elle rétrocède ces deux capitales à l'Espagne en échange de la Floride.
La Royal Navy reconquiert tardivement son prestige face à la flotte espagnole, par ses victoires navales du cap Saint-Vincent (1797), de la baie d'Algésiras (1801), du cap Finisterre et de Trafalgar (1805) ; en revanche, l'invasion des colonies espagnoles d'Amérique du Sud qui a lieu en 1806-1807 et qui est le dernier conflit entre le Royaume-Uni et l'Espagne est de nouveau un échec pour les Britanniques.
Cette guerre « de l'oreille de Jenkins », lancée sur un prétexte dérisoire par le lobby britannique impérialiste et mercantile, débute sur fond de traite des Noirs et contrebande, entraîne d'énormes pertes matérielles et humaines (29 000 morts au moins) et se solde par un retour au statu quo ante bellum. Seul le spectaculaire périple de Anson est un léger succès nautique. Si l'on cherche les bénéficiaires de cette guerre, on ne voit guère que les fabricants de médailles et la jeune presse britannique. Ses caricaturistes, graveurs, écrivains, libellistes et pamphlétaires trouvent là l'occasion d'exalter le nationalisme britannique, mais jettent aussi les fondations d'un puissant contre-pouvoir démocratique. Finalement, c'est la gouaille populaire qui a le dernier mot : si les Français peuvent dire qu'ils se sont battus « pour le roi de Prusse », les Britanniques, en surnommant par dérision ce conflit « guerre de l'oreille de Jenkins », sous-entendent qu'ils n'ont pas plus gagné dans cette affaire qu'un petit bout de cartilage.